# Orahovo (Bar)
Pour les articles homonymes, voir Orahovo.
Orahovo (en serbe cyrillique : Орахово) est un village du sud du Monténégro, dans la municipalité de Bar.

## Démographie

### Évolution historique de la population
| 1948 | 1953 | 1961 | 1971 | 1981 | 1991 | 2003 |
| ---- | ---- | ---- | ---- | ---- | ---- | ---- |
| 74   | 73   | 64   | 41   | 36   | 54   | 66   |